# Lissodendoryx microraphida
Lissodendoryx microraphida är en svampdjursart som först beskrevs av Pedro M. Alcolado 1984.  Lissodendoryx microraphida ingår i släktet Lissodendoryx och familjen Coelosphaeridae.
Artens utbredningsområde är Kuba. Inga underarter finns listade i Catalogue of Life.